# Richard Strachan, 6. Baronet
Sir Richard John Strachan, 6. Baronet GCB (* 27. Oktober 1760; † 3. Februar 1828 in London) war ein britischer Marineoffizier zur Zeit der Koalitionskriege.

## Leben
Er stammte aus einer alten schottischen Adelsfamilie mit Seeoffizierstradition. Er war Sohn von Patrick Strachan (um 1734–1776) aus dessen Ehe mit Caroline Suzanne Pitman.
Er trat 1772 als Midshipman in die Royal Navy ein und diente zeitweise unter seinem Onkel Sir John Strachan, 5. Baronet. Beim Tod dieses Onkels am 26. Dezember 1777 erbte er dessen am 28. Mai 1625 in der Baronetage of Nova Scotia geschaffenen Adelstitel als Baronet, of Thornton in the County of Kincardine.
Während des Amerikanischen Unabhängigkeitskrieges diente er als Lieutenant und wurde 1783 zum Commander eines Kutters befördert. Noch im selben Jahr erhielt er den Rang eines Captain und kommandierte die Fregatte Naiad. Im Jahr 1787 reiste er mit der Vestal nach China. An Bord war der britische Botschafter Charles Alan Cathcart. Weil dieser während der Reise starb, kehrte Strachan nach England zurück. Im folgenden Jahr diente er in Ostindien. Im Jahr 1791 brachte er eine französische Fregatte auf. Er kehrte 1793 nach England zurück.
Als Kommandant der Fregatte Concorde nahm er 1794 am Seegefecht vor der Isle de Bas teil. Als Befehlshaber eines Geschwaders von Fregatten nahm oder zerstörte er zahlreiche französische Handelsschiffe vor der Küste der Normandie und der bretonischen Küste. Zwischen 1796 und 1799 kommandierte er die Fregatte Diamond, ehe er 1799 das Linienschiff Captain mit 74 Kanonen übernahm.
Zusammen mit anderen Schiffen gelang es ihm im Juni 1799 ein Geschwader unter Jean Baptiste Perree zu erobern. Im November desselben Jahres rettete er die Besatzung des gestrandeten Linienschiffes Malborough. Mit seinem Schiff lief er 1801 vor Ouessant auf einen Felsen und konnte nur mit Mühe die englische Küste erreichen. Im selben Jahr wechselte er auf die Donegal mit 80 Kanonen. Das Schiff war der Kanalflotte und später der Mittelmeerflotte zugeordnet.
In den Jahren 1803/04 war er dienstältester Offizier in Gibraltar und beobachtete unter dem Kommando von Nelson die gegnerischen Bewegungen in Cádiz. Er wurde 1804 zum Colonel der Marineinfanterie ernannt. Im Jahr 1805 wurde er Commodore eines Geschwaders. Mit diesem suchte er ein französisches Geschwader unter Zacharie Jacques Theodore Allemand. Stattdessen fand er die vier Linienschiffe des Comte Pierre Dumanoir Le Pelley, die aus der Schlacht von Trafalgar entkommen waren. Er besiegte diese Schiffe in der Schlacht von Kap Ortegal. Daraufhin wurde er 1806 zum Knight Companion des Order of the Bath geschlagen und zum Ehrenbürger von London ernannt. Außerdem gewährte ihm das Parlament eine Pension von 1000 £ pro Jahr. Schon vor Bekanntwerden seines Sieges wurde er zum Rear-Admiral befördert.
Anfang 1806 suchte er ein möglicherweise nach Amerika segelndes Geschwader. Danach überwachte er bis 1808 den Hafen von Rochefort, bis es den Franzosen gelang, bei schlechtem Wetter in Richtung Mittelmeer auszulaufen. Er folgte der Flotte und schloss sich Collingwood vor Toulon an. Er kehrte in den Kanal zurück und überwachte die niederländische Küste.
Im Jahr 1809 kommandierte er die Schiffe bei der Walcheren-Expedition. Dabei ging es um die Landung von britischen Truppen auf der niederländischen Insel Walcheren zur Entlastung der Österreicher während des Fünften Koalitionskrieges. Die Flotte bestand aus über 250 Kriegsschiffen und über 350 Transportern. Insgesamt wurden 44.000 Soldaten und das nötige Kriegsmaterial transportiert. Die Expedition litt unter objektiven Problemen, wie etwa schlechtem Wetter, aber auch unter den Konflikten zwischen Strachan und dem Armeekommandanten John Pitt, 2. Earl of Chatham.
Die Expedition scheiterte und Chatham machte gegenüber dem König 1810 Strachan dafür verantwortlich. Dieser rechtfertigte sich, dass die Flotte ihren Teil der Aufgabe erledigt hätte. Dennoch fiel er in Ungnade und bekam kein weiteres Kommando mehr, auch wenn er zum Vice-Admiral und 1821 zum Admiral befördert wurde. 1815 wurde er zum Knight Grand Cross des Order of the Bath erhoben.
Er starb 1828 in seinem Haus am Bryanston Square in London.

### Nachkommen
Aus seiner 1812 geschlossenen Ehe mit Louisa Dillon, Markgräfin van Salsa (um 1783–1822), Tochter des Hon. Arthur Dillon, hatte er einen Sohn, der aber noch im Jahr seiner Geburt 1813 starb, sowie drei Töchter:
- Die älteste Tochter Matilda Frances Strachan (1813–1899) heiratete vor 1835 den österreich-böhmischen Grafen Anton Maria Berchtold zu Ungarschitz (1796–1875). Aus dieser Ehe gingen die Söhne Richard Karl Emanuel (1737–1906) und Arthur Franz (1843–1929), sowie eine Tochter hervor.
- Die mittlere Tochter Charlotte Leopoldine Strachan (1815–1851) heiratete am 2. April 1837 den ungarischen Grafen Emanuel Zichy-Ferraris. Die Ehe verlief unglücklich und blieb kinderlos, Charlotte beging am 12. November 1851 Suizid.
- Die jüngste Tochter Sarah Louisa Strachan (1818–1881) heiratete den italienischen Adligen Vincenzo Ruffo, Herzog von Bagnara (1801–1880). Aus dieser Ehe gingen zwei Töchter Lucretia Nicolette (1841–1931) und Leopoldine (1844–1938), sowie ein Sohn Fabrice (1843–1917) hervor.

Da Sir Richard Strachan, 6. Baronet, keine männlichen Nachkommen hinterließ, erlosch sein Baronettitel bei seinem Tod.